# Shuarma
Shuarma es el nombre artístico de Juan Manuel Álvarez Puig, músico español nacido en Barcelona el 13 de octubre de 1972. Pertenece al grupo musical Elefantes desde 1994, aunque entre 2006 y 2014 desarrolló su carrera en solitario, para reincorporarse ese año al grupo.
En hindi, sharma es un nombre que utilizan los miembros de la casta sacerdotal de la India, y significa ‘refugio, seguridad, protección, felicidad, confort’. El cantante adaptó esa palabra a su sobrenombre (Juanma), y formó su nombre artístico.

## Inicios
Desde muy pequeño le llegó su pasión por la música, siendo un saxofón el primer instrumento que aprendió a tocar. Sus primeras influencias fueron dispares: Rod Stewart, Pink Floyd y Bob Dylan.
Descubrió su facilidad para expresar sus sentimientos a través de la música y compuso su primera canción, «Juan era mi amigo», motivada por un atentado terrorista en Barcelona. Sus primeros grupos se llamaron The Laugh y Sioux, e interpretaban temas compuestos por él y algunas versiones.

## Elefantes
Su primer proyecto serio fue la formación del grupo Elefantes en 1994, junto a Hugo Toscano, Julio Cascán y Jordi Ramiro, que tocaban en otras bandas. Suya fue la idea del nombre del grupo, al ser el elefante un animal sagrado y venerado en algunas culturas orientales. 
Los comienzos del grupo fueron difíciles, con cambios de sello discográfico y grandes dificultades para salir adelante en el difícil mercado musical. Grabaron el álbum El hombre pez, con 10 temas compuestos por el propio Shuarma, que pasó prácticamente desapercibido.
El espaldarazo definitivo les llegó cuando Enrique Bunbury, a través de Morti, un amigo común, se interesó en Elefantes, le agradó su propuesta y ofreció al grupo ser su productor para el siguiente disco, además de buscar una compañía discográfica de garantías. Así llegó su fichaje por la multinacional EMI y la publicación de su álbum más importante: Azul, grabado en los estudios Sintonía de Madrid en 2000. Con Azul, Elefantes alcanzaron el éxito, con unas magníficas críticas y unas ventas próximas a conseguir el disco de oro.
Después llegó La forma de mover tus manos, en 2003, producido por Phil Manzanera, disco con el que consiguieron mantener las expectativas creadas por su anterior trabajo.
Durante esta época, Shuarma llevó a cabo otras actividades. Su preocupación por los desfavorecidos y los problemas del Tercer Mundo le llevaron a realizar un viaje a Burkina Faso en julio de 2005 como embajador de la ONG Intermón Oxfam con el fin de concienciar a las autoridades de los países desarrollados de la condena que suponen las leyes de comercio internacional para los estados más pobres.

## Carrera en solitario

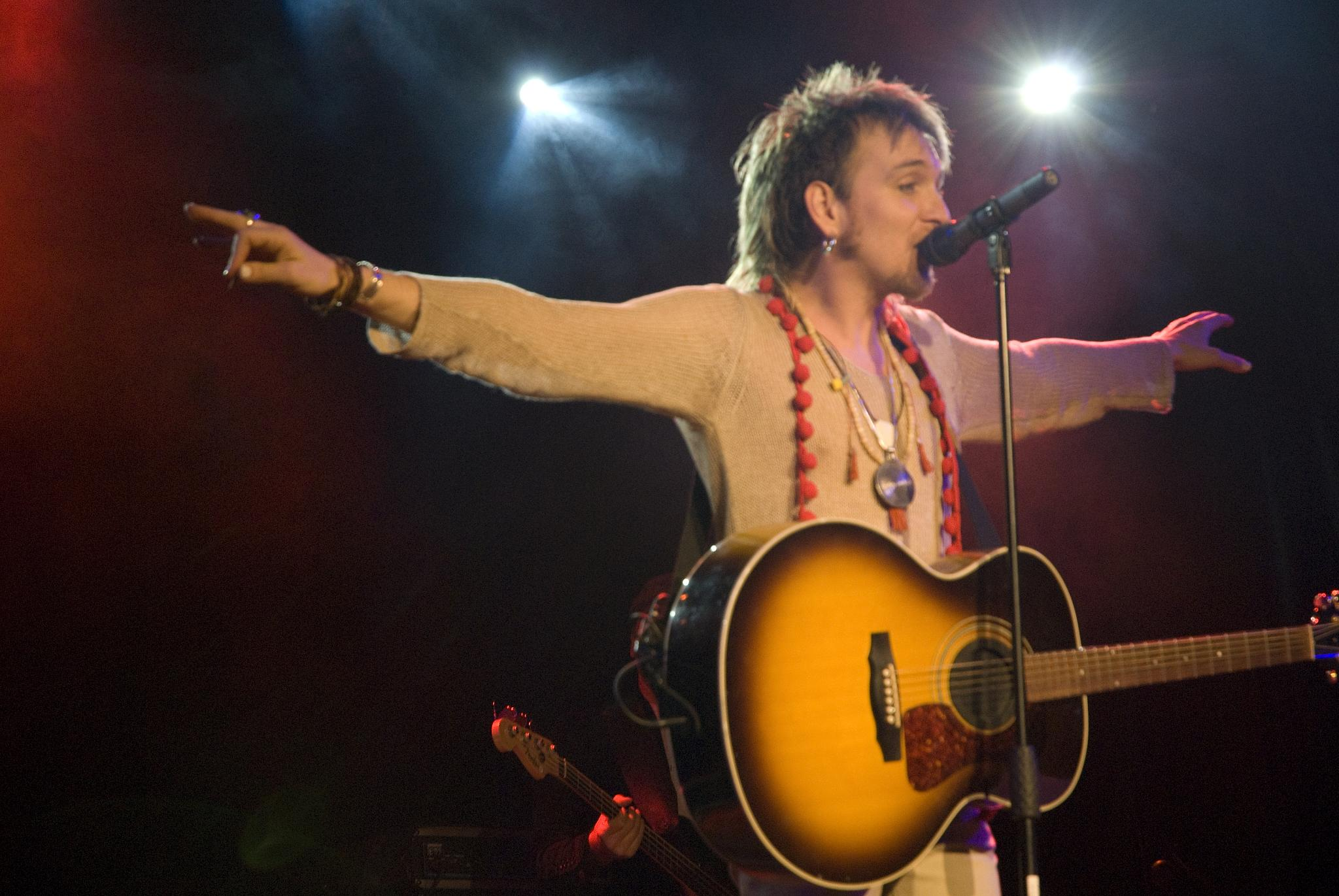
Shuarma, durante una actuación en directo en la Sala Bikini de Barcelona.

En diciembre de 2005, después de diez años de existencia, el grupo emitió un comunicado en el que anunciaba su separación. Básicamente, el motivo fue que como grupo ya no daba más de sí, a pesar de seguir manteniendo una estupenda relación entre ellos.
Así, Shuarma comenzó inmediatamente su carrera en solitario, publicando en 2007 su primer trabajo, Universo, un álbum de 13 temas -uno de ellos en francés, con la colaboración de Yeleen, y cuyos derechos otorgó a Intermon Oxfam- mucho más intimista, personal y diferente que los anteriores, que tuvo una buena acogida entre el público.
En 2008 publicó Más Universo, una reedición del anterior disco, que incluía tres temas en acústico, un dúo con Enrique Bunbury, colaborando en el tema «El tiempo se puede parar», y una remezcla del tema «Apresúrate lentamente».
Tras una extensa gira, tocando temas tanto de su nuevo trabajo como de Elefantes (incluso «La felicidad», del proyecto Bushido), se publicó en 2009 el disco «Gira el universo» que recogía canciones en directo de varios conciertos de la gira y una versión larga en directo del tema «Apresúrate lentamente».
En 2009 llevó a cabo la grabación de su segundo disco en solitario, El poder de lo frágil, cuya publicación se produjo el 22 de febrero de 2010, tras retrasar varias veces su salida por motivos promocionales. Ese mismo día se estrenó el videoclip «Otra ráfaga de luz», primer sencillo del álbum.
Su tercer álbum en solitario llevó por título Grietas, y lo presentó en febrero de 2012.

## Libro homenaje
El sello editorial DH Ediciones anunció en noviembre de 2010 el lanzamiento del libro de relatos ilustrado Su universo a través, inspirado en las composiciones de Shuarma, concretamente de su carrera en solitario. La publicación es obra de varios autores tanto en su aspecto literario como en el gráfico, y su publicación está prevista para el 15 de noviembre de 2010.

## Discografía

### Con Elefantes
- 1996: Elefantes (EP).
- 1998: El hombre pez
- 2000: Azul
- 2001: Azul en acústico
- 2003: La forma de mover tus manos
- 2003: La forma de mover tus manos y otros paisajes
- 2005: Somos nubes blancas
- 2006: Gracias
- 2014: El rinoceronte
- 2016: Nueve canciones de amor y una de esperanza
- 2018: La primera luz del día
- 2019: Caleidoscopio
- 2020: Antoine
- 2022: Trozos de papel / Cosas raras

### En solitario
- 2007: Universo
- 2008: Más Universo (reedición).
- 2009: Gira el universo (disco en directo).
- 2010: El poder de lo frágil
- 2010: El poder de lo frágil en acústico
- 2012: Grietas
- 2012: Grietas... en una casa abandonada
- 2021: Trazos